# La Prénessaye
 La Prénessaye  (en bretón Perenezeg) es una población y comuna francesa, situada en la región de Bretaña, departamento de Côtes-d'Armor, en el distrito de Saint-Brieuc y cantón de La Chèze.

## Demografía
| 942 | 845 | 737 | 791 | 854 | 858 |
| Para los censos de 1962 a 1999 la población legal corresponde a la población sin duplicidades (Fuente: INSEE [Consultar]) |     |     |     |     |     |